# Ines Abdel-Dayem
Ines Abdel-Dayem est une flûtiste égyptienne, ancienne présidente de l'Opéra du Caire et ministre de la Culture égyptienne depuis janvier 2018.

## Formation
Ines Abdel-Dayem a étudié au département de flûte du Conservatoire du Caire (en) où elle a obtenu son diplôme en 1984. En 1990, elle obtient un diplôme d'interprétation à l'École normale de musique de Paris.
En 2003, Abdel-Dayem est nommée directrice de l'Orchestre Symphonique du Caire (en). En 2005, elle devient doyenne du Conservatoire du Caire, et peu après vice-présidente de l'Académie des Arts.
En février 2012, Ines Abdel-Dayem devient présidente de l'Opéra du Caire. En mai 2013, elle perd ce poste après l'arrivée au pouvoir des Frères musulmans dans le pays, mais est réintégrée peu de temps après en juillet 2013. Cependant, elle décline une offre de devenir ministre de la Culture du pays,.
En janvier 2018, elle est nommée ministre de la Culture de l'Égypte. Elle est la deuxième ministre égyptienne issue d'un milieu artistique. En mars 2018, elle a nommé Mohamed Hefzy (en) président du Festival international du film du Caire.

## Prix
- 2018 : Prix allemand de la musique jazz[6]
- 2001 : Prix d'État égyptien des arts[1]
- 1982 :
  - 1er prix à la Fédération Nationale des Unions des Conservatoires Municipaux[1]
  - 1er prix au Concours Général de Musique et d'Art dramatique[1]